# Comuna Pîsarivka, Sînelnîkove
Pîsarivka (în ucraineană Писарівка) este o comună în raionul Sînelnîkove, regiunea Dnipropetrovsk, Ucraina, formată din satele Mariivka, Novoilarionivske, Pîsarivka (reședința), Prîsten și Zelenîi Hai.

## Demografie
Componența lingvistică a satului Pîsarivka
     Ucraineană (93,37%)
     Rusă (4,59%)
     Romani (1,27%)
     Alte limbi (0,4%)
Conform recensământului din 2001, majoritatea populației satului Pîsarivka era vorbitoare de ucraineană (93,37%), existând în minoritate și vorbitori de rusă (4,59%) și romani (1,27%).